# Vicente Almela Mengot
Vicente Almela Mengot (1881-post. 1920) fue un escritor español.

## Biografía
Nacido en 1881 en Castellón de la Plana, fue doctor en Derecho, profesor de la Escuela del Hogar y auxiliar del Instituto de Reformas Sociales (1910). Redactor durante siete años del Heraldo de Madrid, además de conferencias profesionales, escribió títulos como Martín de Viciana, su vida y su obra (premiado en Castellón en 1900), las novelas cortas La senda triste (El Cuento Semanal, 1910), De Valencia a Madrid (Los Contemporáneos, 1917) y El reloj loco (Los Contemporáneos, 1919). Estrenó Bodas celestes (ap. de com., 1909), La hora del amor (1909), Las locas vanidades (1910) y El viejo solar (1913).